# Kjell Ove Oftedal
Kjell Ove Oftedal (* 6. April 1971 in Kristiansand) ist ein ehemaliger norwegischer Biathlet.
Kjell Ove Oftedal begann 1983 mit dem Biathlonsport. Er hatte einen ersten internationalen Erfolg, als er an der Seite von Kjetil Sæter und Dag Bjørndalen die Bronzemedaille im Mannschaftsrennen bei den Juniorenweltmeisterschaften 1990 in Sodankylä gewann. 1995 debütierte er in Ruhpolding im Biathlon-Weltcup und gewann als 13. sogleich Weltcuppunkte. Den größten Erfolg erreichte er bei den Biathlon-Weltmeisterschaften 1995 in Antholz, wo er Sechster des Einzels sowie mit Ole Einar Bjørndalen, Jon Åge Tyldum und Frode Andresen Fünfter im Staffelrennen wurde. Zum Finale des Weltcups der Saison 1994/95 in Lillehammer gewann er in der Besetzung des Weltmeisterschaftsstaffel mit der norwegischen Vertretung das abschließende Staffelrennen der Saison. Bis 1997 kam er auch in den beiden folgenden Saisonen immer wieder zum Einsatz, ohne an seine Erfolge von 1995 anknüpfen zu können. In Windischgarsten gewann er bei den Europameisterschaften 1997 gemeinsam mit Stig-Are Eriksen, Kjetil Sæter und Lars-Sigve Oftedal als Schlussläufer der Staffel die Bronzemedaille.
National gewann Oftedal 1992 Silber im Mannschaftsrennen, 1993 Bronze, 1997 Silber und 1998 erneut Bronze im Staffelrennen. Zu seinen Staffelpartnern gehörten Arne Idland, Bård Mjølne, Gunnar Espeland, Lars-Sigve Oftedal, Torje Håland und Bård Skogholm.
Nach seiner aktiven Karriere wurde er Trainer. Zeitweise war er Cheftrainer der norwegischen Biathlonmänner, bis er zur Saison 2008/09 von Mikael Löfgren abgelöst wurde. Ab der Saison 2014/15 betreut er das Junioren-Nationalteam Norwegens. Er lebt in Figgjo.
Oftedal ist Bruder der Biathletin Tone Marit Oftedal und Onkel des französischen Biathleten Éric Perrot.

## Biathlon-Weltcup-Platzierungen
Die Tabelle zeigt alle Platzierungen (je nach Austragungsjahr einschließlich Olympische Spiele und Weltmeisterschaften).
- 1.–3. Platz: Anzahl der Podiumsplatzierungen
- Top 10: Anzahl der Platzierungen unter den ersten zehn (einschließlich Podium)
- Punkteränge: Anzahl der Platzierungen innerhalb der Punkteränge (einschließlich Podium und Top 10)
- Starts: Anzahl gelaufener Rennen in der jeweiligen Disziplin

| Platzierung                              | Einzel | Sprint | Verfolgung | Massenstart | Team | Staffel | Gesamt |
| ---------------------------------------- | ------ | ------ | ---------- | ----------- | ---- | ------- | ------ |
| 1. Platz                                 |        |        |            |             |      | 1       | 1      |
| 2. Platz                                 |        |        |            |             |      |         |        |
| 3. Platz                                 |        |        |            |             |      |         |        |
| Top 10                                   | 1      |        |            |             |      | 2       | 3      |
| Punkteränge                              | 3      | 1      |            |             |      | 2       | 6      |
| Starts                                   | 8      | 7      | 1          |             |      | 2       | 18     |
| Stand: Karriereende, Daten fast komplett |        |        |            |             |      |         |        |